# Бабков, Василий Васильевич
Васи́лий Васи́льевич Бабко́в (23 сентября 1946, Москва — 22 декабря 2006, Москва) — советский и российский историк науки, биолог, специалист в области истории изучения истории генетики. Основоположник научной школы, занимающейся изучением вклада московских генетиков. Ведущий научный сотрудник ИИЕТ РАН им. С. И. Вавилова. Сын Героя Советского союза, генерал-полковника В. П. Бабкова.

## Биография
В 1973 году В. В. Бабков окончил аспирантуру на кафедре математики медико-биологического факультета 2-го Московского медицинского института и через два года защитил кандидатскую диссертацию «Моделирование генетической эволюции популяций с пространственной изоляцией». В 1971 году поступил на работу в Институт истории естествознания и техники.
В 1985 году вышла его монография «Московская школа эволюционной генетики», где была раскрыта роль личности С. С. Четверикова для российской и мировой науки, а также рассмотрен вклад в науку его учеников: Ф. Г. Добржанского, Н. В. Тимофеева-Ресовского, Б. Л. Астаурова, С. М. Гершензона. В 1990 году защитил по монографии докторскую диссертацию по двум специальностям — «история науки и техники» и «генетика». Последние годы жизни был занят изучением теоретико-биологической концепции Н. К. Кольцова. В 2008 году издана работа В. В. Бабкова «Заря генетики человека (Русское евгеническое движение и начало медицинской генетики)».
Занимался творчеством Велимира Хлебникова. Ввёл в научный оборот фрагменты итогового труда Хлебникова «Доски судьбы».
Скончался 22 декабря 2006 года в Москве. Похоронен на Троекуровском кладбище (участок 5).

## Научные работы
Бабковым было опубликовано три монографии и более 100 статей по истории и философии биологии, компьютерным моделям в биологии, истории русского дарвинизма. Наиболее значимыми его работами считаются:
- Бабков В. В. Московская школа эволюционной генетики (монография) / ред. Д. К. Беляев, М.: Наука, 1985. 216 с.
- Бабков В. В., Саканян Е. С. Николай Тимофеев-Ресовский / Отв. ред. акад. Б. С. Соколов. М.: Памятники исторической мысли, 2002. — 672 с., илл.
- Бабков В. В., Садовский В. Н. Александр Александрович Малиновский (1909—1996): вехи жизни и творчества // Малиновский А. А. Тектология. Теория систем. Теоретическая биология. — М.: Эдиториал УРСС, 2000. — С. 5—24. — ISBN 5-8360-0090-5. Архивировано из оригинала 17 февраля 2009 года.
- Бабков В. В. Биологические и социальные иерархии // Вопросы истории естествознания и техники. 1997. № 1. С. 76-94.
- Бабков В. В. Н. К. Кольцов: борьба за автономию науки и поиски поддержки власти // Вопросы истории естествознания и техники. 1989. № 1. С. 3-20.
- Бабков В. В. Н. К. Кольцов и его Институт в 1938-39 гг. // Онтогенез. 1992. Т. 23. № 4. С. 443—459.
- Бабков В. В. Медицинская генетика в России (электронная публикация).
- Бабков В. В. О принципах организации института Н. К. Кольцова // Науковедение. 2000. № 2. С. 132—142.